# Валкирии
Вижте пояснителната страница за други значения на Валкирия.
Валкирии – (в ед.ч. „валкирия“ – др.-исл. valkyrja, „избираща мъртвите, убитите“), в скандинавската митология са войнствени девици, подчинени на бог Один и участващи в разпределянето на победите, определящи кой да умре и кой не в битките и грижещи се посмъртно за заслужилите слава, с героичните си военни подвизи и проявената чест. Небесните валкирии заедно с норните определят съдбата на всички хора при раждането и съставят категорията на низшите женски божества – диси.
Някои от техните имена споменати в „Речите на Гримнир“ са разшифровани (Хилд – „битка“, Херфьотур – „пътя на войската“, Хльок – „шума на битката“, Труд – „сила“, Христ – „потресаваща“, Мист – „облачна“), докато Скегьолд, Скьогул, Гейр, Гейрахьод, Рандгрид, Радгрид, Регинлейв – не.

## Легенди
Според вярванията на викингите, валкириите отвеждат падналите в бой храбри воини във Валхала, където им прислужват и изпълняват ролята на виночерпки (подобно на богинята Хеба в древногръцката митология). В някои героични песни те имат черти на жени-воини и участници в битките - например възлюбените герои Хелге и Велунда. Валкирията Сигрдриву се отъждествява с Брунхилда, популярен образ от германския епос за нибелунгите. Один я наказва (повече не може да участва в битки и трябва да се омъжи), защото не го е послушала и не е дала победа на Гунару (комуто богът е обещал победа), а на Агнару.
В исландската „Сага за изгарянето на Нял“ се е съхранила „Песента на валкириите“ (или „Песента на Деруда“), описваща знаменитата Битка при Клонтарф (1014 г.) между ирландските и скандинавските викинги; 12 валкирии – се разказва в сагата – са тъкали плат от човешки черва и са пеели зловеща песен.